# Серии Оцеляване
 За риалити състезанието вижте Сървайвър.  
Серии Оцеляване (на английски: Survivor Series) е годишно pay-per-view (PPV) събитие на WWE, провеждащо се през ноември. Това е второто най-продължително PPV събитие в историята (след Кечмания на WWE) и едно от събитията на „Голямата четворка“, заедно с Кечмания, Кралски грохот и Лятно тръшване.
Първите Серии Оцеляване през 1987 г., произлизат от успеха на Кечмания 3, като тогавашната WWF започва да вижда доходния потенциал на pay-per-view пазара. На 11 февруари 2010 г., WWE обявява, че ще премахне Сериите Оцеляване, но през юни 2010 г., отново е част от pay-per-view каталога на WWE.

## Сървайвър мачове
Събитието е традиционно характеризирано с елиминационните отборни мачове, обикновено изправят отбори от четири или пет кечисти един срещу друг. Тези мачове общо се наричат просто „Сървайвър мачове“.
В ранна почивка от нормата, събитието през 1992 г. има само един елиминационен отборен мач. Събитието през 1997 г. става скандално с Монреалското прецакване, докато през 1998 г. е единственото без елиминационни отборни мачове, заменени от елиминационен турнир за Световната титла в тежка категория на WWF. Сериите Оцеляване през 2002 г. са известни с дебюта на Мача в Елиминационната клетка.
През 2019 г. NXT е промотиран като третото голямо шоу на WWE и е част от събитието.